# أبو بكر بن أبي سعدان
أبُو بكر أحمد بن محمّد بن أحمد أبي سَعْدَان، أحد علماء أهل السنة والجماعة ومن أعلام التصوف السني في القرن الرابع الهجري، وصفه أبو عبد الرحمن السلمي بأنّه: «أعلم مَشَايِخ الوَقْت بعلوم هَذِه الطَّائِفَة (الصوفية) وَكَانَ عَالماً بعلوم الشَّرع مقدماً فِيهِ ينتحل مَذْهَب الشَّافِعِي»، وكان صاحب بيان ولسان فصيح، حيث كان يوماً بطرسوس فَطُلب من يُرسَل إِلَى الرّوم، يقول أبو عبد الرحمن السلمي: «فَلم يَجدوا مثله فِي فَضله وَعلمه وفصاحته وَبَيَانه وَلسَانه»، وكان أَبَو الْحسن بن حديق وَأَبو الْعَبَّاس الفرغاني يَقُولَانِ: «لم يبْق فِي هَذَا الزَّمَان لهَذِهِ الطَّائِفَة إِلَّا رجلَانِ أَبُو عَليّ الرُّوذَبَارِي بِمصْر وَأَبُو بكر بن أبي سَعْدَان بالعراق، وَأَبُو بكر أفهمهما».
أصله من بغداد في العراق، وسكن الري، صحب الجنيد، وأبا الحُسين النوري، وكان أحد أستاذي الشَيخ أبي الْقَاسِم المغربي.

## من روى عنهم ورووا عنه
حدث في مدينة الري عن القاضي أبي العباس، والحسين البرتي، ومحمد بن غالب التمتام، ومحمد بن يونس الكديمي، والحسين بن الحكم الحبرى الكوفي. وروى عنه عبد الصمد بن محمد الساوي، وعلى بن محمد المروزي، وصالح بن أحمد بن محمد الهمذاني.

## من أقواله
- من عمل بعلم الرواية ورث علم الدراية، ومن عمل بعلم الدراية ورث علم الرعاية، ومن عمل بعلم الرعاية هدي إلى سبيل الحق.[3]
- الصابر على رجائه لا يقنط من فضله، ومن سمع بأذنه حكى، ومن سمع بقلبه وعظ، ومن عمل بما علم هدي واهتدى.[3]